# Ангел независимости
Колонна Независимости (исп. El Ángel de la Independencia, Эль Анхе́ль де-ла-Индепенде́нсия) — монумент на проспекте Пасео-де-ла-Реформа в Мехико в виде колонны в честь победы Мексики в войне за независимость.

## Описание
Памятник был сооружён в 1910 году в честь столетия с начала войны за независимость Мексики и представляет собой типичную колонну победы. Колонна установлена на четырёхугольном постаменте, в каждом углу постамента помещены бронзовые скульптуры символизирующие Закон, Войну, Правосудие и Мир, также на постаменте расположена бронзовая статуя льва и ребёнка. На вершине основания монумента расположены мраморные скульптуры героев войны. В центре постамента присутствует надпись «Национальным героям независимости» (исп. La Nación a los Héroes de la Independencia).
Сама колонна изготовлена из стали облицованной камнем и имеет высоту в 36 метров, внутри колонны расположена лестница из 200 ступеней ведущая на смотровую площадку. Колонну венчает 6,7-метровая статуя греческой богини Ники, в протянутой правой руке богиня держит лавровый венок символизирующий победу, а в левой разорванные цепи символизирующие свободу. Скульптура отлита из бронзы и покрыта 24-каратным золотом.

## История
Строительство монумента было начато в 1902 году по решению президента Порфирио Диаса, он же 2 января 1902 года заложил символический первый камень постройки.
В мае 1906 года, когда постройка была уже высотой 25 метров произошло разрушение конструкции. Комиссия по расследованию инцидента выяснила что разрушения произошли из-за неправильной планировки основания конструкции. Было решено полностью разобрать постройку и начать строительство заново под контролем специальной комиссии. Строительство было завершено к столетию со дня начала войны за независимость Мексики в 1910 году. В открытии памятника участвовал президент Диас, а также высокопоставленные чиновники Мексики и иностранные гости.
В 1929 году у основания колонны был добавлен вечный огонь в честь погибших героев войны за независимость.
28 июля 1957 года монумент серьёзно пострадал во время землетрясения, скульптура Ники упала с постамента и развалилась на несколько частей. Реконструкция памятника заняла около года, новое открытие состоялось 16 сентября 1958 года.

## Мавзолей
В 1925 году у основания памятника были захоронены многие герои войны за независимость Мексики, среди которых:
- Альдама, Хуан — один из лидеров революции.
- Идальго-и-Костилья, Мигель — главный вдохновитель революции, «Отец нации».
- Морелос, Хосе Мария — лидер революции после казни Мигеля Идальго.
- Виктория, Гуадалупе — командующий повстанческой армией, первый президент Мексики.
- Герреро, Висенте — один из лидеров повстанцев, второй президент Мексики.
- Браво Руэда, Николас — командующий повстанческой армии, трижды занимал пост президента Мексики.
- Кинтана-Роо, Андрес — радикальный журналист, член Конгресса Анауака, подписант Декларации независимости (1813).